# ФК «Дзержинец»-СТЗ в сезоне 1936
Сезон 1936 стал первым для футбольного клуба «Дзержинец»-СТЗ из Сталинграда (до 7 июля — «Тракторостроитель») в турнирах союзного уровня. В розыгрыше Кубка СССР клуб дошёл до 1/8 финала, а в осеннем чемпионате СССР группы «Г» занял пятое место.

## Хронология событий
- 7 июля 1936 года на тракторном заводе состоялась конференция работников тракторной промышленности, на которой было утверждено новое всесоюзное спортивное общество «Дзержинец». Были приняты устав, форма и значок общества. Форма дзержинцев — голубая с белой полосой. Значок — ромб с изображением буквы «Д» и гусеничного трактора.[1]

- В июле 1936 года состав «Дзержинца» укрепил 18-летний Александр Пономарёв. Он прибыл из города Сталино сразу после дебютного матча и первого гола за «Стахановец» в весеннем чемпионате СССР группы «В». Пономарёв принял участие в 7 из 8 официальных матчей «Дзержинца» и забил как минимум 7 из 13 голов команды.
- 28 июля 1936 года в 1/32 финала Кубка СССР ФК «Дзержинец»-СТЗ должен был встретиться с командой «Динамо» (Днепропетровск). Динамовцы узнав, что матч назначенно судить сталинградцу А. Блинкову, одно время бывшему даже капитаном сборной Сталинграда, отказалось от борьбы. Всесоюзный комитет по делам спорта присудил днепропетровцам за неявку на игру техническое поражение.

## Состав
| Игрок               | Год рождения | Бывший клуб            |         |         |         |
| Вратари             | Вратари      | Вратари                | Вратари | Вратари | Вратари |
| ------------------- | ------------ | ---------------------- | ------- | ------- | ------- |
| Анатолий Копылов    | 1915         |                        |         |         |         |
| Аркадий Усов        | 1914         |                        |         |         |         |
| Защитники           |              |                        |         |         |         |
| С. Измайлов         |              |                        |         |         |         |
| Лев Кабов           | 1913         |                        |         |         |         |
| Фёдор Клочков       | 1908         | «Динамо» (Сталинград)  |         |         |         |
| Иван Тяжлов         | 1910         | «Машзавод» (Горловка)  |         |         |         |
| Полузащитники       |              |                        |         |         |         |
| Георгий Иванов      | 1912         |                        |         |         |         |
| Сергей Колесников   | 1907         | «Динамо» (Сталинград)  |         |         |         |
| Николай Покровский  | 1911         | «Динамо» (Сталинград)  |         |         |         |
| Владимир Харченко   | 1910         |                        |         |         |         |
| Нападающие          |              |                        |         |         |         |
| Константин Вавилов  |              |                        |         |         |         |
| Александр Воеводин  | 1910         | «Динамо» (Сталинград)  |         |         |         |
| Валентин Позднышев  |              |                        |         |         |         |
| Александр Пономарёв | 1918         | «Стахановец» (Сталино) |         |         |         |
| Василий Проворнов   | 1915         | «Сталинец» (Москва)    |         |         |         |
| Александр Сапронов  | 1915         |                        |         |         |         |

Старший тренер: А. Ситников.

## Трансферы
| Позиция | Игрок               | Клуб                   |
| ------- | ------------------- | ---------------------- |
| Защ     | Фёдор Клочков       | «Динамо» (Сталинград)  |
| Защ     | Иван Тяжлов         | «Машзавод» (Горловка)  |
| ПЗ      | Георгий Иванов      |                        |
| Нап     | Александр Воеводин  | «Динамо» (Сталинград)  |
| Нап     | Александр Пономарёв | «Стахановец» (Сталино) |
| Нап     | Василий Проворнов   | «Сталинец» (Москва)    |

| Позиция | Игрок               | Клуб                |
| ------- | ------------------- | ------------------- |
| Нап     | Александр Пономарёв | «Спартак» (Харьков) |

## Матчи
− Победа
 − Ничья
 − Поражение

### Товарищеские матчи
| 1936-08-18 | «Дзержинец»-СТЗ | 6:1 | Сборная Сухума | Сталинград |

### Первенство Сталинграда
Первенство проводилось с 12 мая по 14 октября в два круга. Участвовало 16 команд, которые представляли все районы города. Они были разбиты на три группы. В группе «А», помимо команды СТЗ, играли — «Азот» (завод № 91), «Зенит» (завод «Баррикады»), «Динамо», «Металлург» (завод «Красный Октябрь»), «Спартак», «Локомотив», «Большевик», ДКА (Дом Красной Армии). По итогам розыгрыша места распредилились следующим образом: 1 место — «Металлург», 2 место — «Зенит», 3 место — СТЗ. Однако, после розыгрыша первенства был подан протест, потому что за команду завода «Красный Октябрь» в матче с тракторозаводцами играл Александр Григорьев, который не был заявлен за «Металлург», поэтому этой команде было засчитанно поражение. В результате впервые чемпионом стали две команды, набравшие одинаковое количество очков.
| 1936-05-12 1 матч | СТЗ | 0:2 | «Зенит» | Сталинград   |
|                   |     |     |         | Стадион: СТЗ |

### Кубок ВЦСПС
| ? августа 1936 | «Вымпел» (Астрахань) | 1:5 | «Дзержинец»-СТЗ |  |

| 1936-08-21 | «Локомотив» (Москва) | 3:3 | «Дзержинец»-СТЗ | Москва |

| 1936-08-22 Переигровка | «Локомотив» (Москва) | 1:3 | «Дзержинец»-СТЗ | Москва |

| 1936 Полуфинальная группа. 1 матч | «Метрострой» (Москва) | 2:8 | «Дзержинец»-СТЗ | Москва |

| 1936 Полуфинальная группа. 2 матч | «Рекорд» (Москва) | 2:4 | «Дзержинец»-СТЗ | Москва |

| ? сентября 1936 Финал | Автозавод им. Молотова (Горький) | 2:1 | «Дзержинец»-СТЗ | Москва |
| Автозавод им. Молотова (Горький): Предполагаемый состав: Ю.Рекшинский, Г.Штыров, Г.Остроушко, И.Коровин, А.Кириллов, К.Сучков, Л.Ефимов, Н.Дунаев, Г.Салаков, В.Дроздов, Е.Крюков. |                                  |     |                 |        |

Примечание: за успешное выступление в кубке ВЦСПС (выход в финал) Всесоюзный комитет по делам физкультуры и спорта включил команду Сталинградского тракторного завода в число участников всесоюзного осеннего розыгрыша по футболу на первенство СССР, так «Дзержинец»-СТЗ стал командой мастеров.

### Кубок СССР
Первый розыгрыш Кубка СССР стал дебютом сталинградского футбола на высшем уровне. За 4 дня до «Дзержинца» свой стартовый матч в турнире должна была сыграть другая городская команда, «Красный Октябрь», но в последний момент отказалась выехать в Краснодар на матч 1/64 финала с местным «Динамо».
| 1936-07-22 1/64 финала | «Дзержинец»-СТЗ | 4:0 | «Донгостабфабрика» (Ростов-на-Дону) | Сталинград                                  |
| | 1:0 Александр Пономарёв 17′ · 2:0 Александр Пономарёв 60′ (пен.) · 3:0 Александр Сапронов 75′ · 4:0 Сергей Колесников 76′ |     |                                     | Стадион: СТЗ Судья: Е.Георгиевский (Москва) |
| «Дзержинец»-СТЗ: Усов, Тяжлов, Клочков, Харченко, Иванов, Покровский, Сапронов, Пономарёв, Вавилов, Колесников, Позднышев. | |     |                                     |                                             |

| 1936-07-28 1/32 финала | «Дзержинец»-СТЗ | (+:−) | «Динамо» (Днепропетровск) | Сталинград                                 |
|                        |                 |       |                           | Стадион: СТЗ Судья: А.Блинков (Сталинград) |

| 1936-08-3 1/16 финала | «Дзержинец» (Орджоникидзеград) | 0:3 | «Дзержинец»-СТЗ                                                                        | Орджоникидзеград                |
| |                                |     | 0:1 Александр Воеводин 40′ · 0:2 Александр Пономарёв 57′ · 0:3 Александр Пономарёв 80′ | Судья: Михаил Дмитриев (Москва) |
| «Дзержинец» (Орджоникидзеград): Мелихов, Фомин, Кошлаков, Зубаков, Кононов, Жмуркин, Иванюшин, Хомяков, Шилин, Шацкий, Семёнов. «Дзержинец»-СТЗ: Усов, Тяжлов, Клочков, Колесников, Иванов, Покровский, Сапронов, Пономарёв, Вавилов, Воеводин, Позднышев. |                                |     |                                                                                        |                                 |

| 1936-08-12 1/8 финала | «Дзержинец»-СТЗ             | 1:3 | «Динамо» (Тифлис)                                                                     | Сталинград                                |
| | 1:0 Александр Пономарёв 22′ |     | 1:1 Борис Пайчадзе 50′ · 1:2 Михаил Бердзенишвили 64′ (пен.) · 1:3 Борис Пайчадзе 87′ | Стадион: СТЗ Судья: А.Сохранский (Москва) |
| «Дзержинец»-СТЗ: Усов, Тяжлов, Клочков, Колесников, Иванов, Покровский, Сапронов, Позднышев, Вавилов, Пономарёв, Воеводин. «Динамо» (Тифлис): Дорохов, Шавгулидзе, Николайшвили, Аникин, Вл.И.Бердзенишвили, Джорбенадзе, Панин, М.Бердзенишвили, Пайчадзе, Асламазов, Сомов. |                             |     |                                                                                       |                                           |

### Чемпионат СССР 1936 (осень). Группа «Г»
Турнир четвёртого по рангу дивизиона проходил в один круг в сентябре-октябре.
| 1936-09-18 1 матч | «Локомотив» (Киев)                           | 2:2 | «Дзержинец»-СТЗ   | Киев |
|                   | 1:0 Фёдор Кузьменко 5′ · 2:1 А.Авраменко 50′ |     | 1:1 ? · 2:2 ? 87′ |      |

| 1936-09-22 2 матч                  | ХТЗ (Харьков)             | 3:0 | «Дзержинец»-СТЗ | Харьков |
|                                    | Георгий Иванов 38′ (авт.) |     |                 |         |
| «Дзержинец»-СТЗ: Усов, Иванов, ... |                           |     |                 |         |

| 1936-09-30 3 матч | «Дзержинец»-СТЗ | 0:3 | «Сталь» (Днепропетровск)                                      | Сталинград                            |
| |                 |     | 0:1 В.Забуга 7′ · 0:2 Степан Приймак 14′ · 0:3 Корноруков 88′ | Стадион: СТЗ Судья: Н.Кауров (Москва) |
| «Дзержинец»-СТЗ: Усов, Иванов, Колесников, Сапронов, Проворнов, ... «Сталь» (Днепропетровск): Смирнов, Бутенко, Белов, Корноруков, Приймак, Забуга, ... |                 |     |                                                               |                                       |

| 1936-10-6 4 матч | «Дзержинец»-СТЗ | (+:−) | «Сталь» (Константиновка) | Сталинград |

| 1936-10-18 5 матч | «Динамо» (Горький)  | 1:3 | «Дзержинец»-СТЗ                                                                        | Горький                                    |
| | 1:0 В.Меленышев 25′ |     | 1:1 Константин Вавилов 40′ · 1:2 Александр Пономарёв 52′ · 1:3 Александр Пономарёв 90′ | Стадион: Динамо Судья: В.Рябоконь (Москва) |
| «Динамо» (Горький): Юдин, Егоров, Козинец, Савин, Воронин, Родин, Новицкий (Печёный), Батаев, Семёнов, Лутошкин, Меленышев. «Дзержинец»-СТЗ: Усов, Тяжлов, Клочков, Харченко, Колесников, Покровский, Сапронов, Пономарёв, Вавилов, Воеводин, Проворнов. |                     |     |                                                                                        |                                            |

### Кубок Сталинграда
| 1936-10-24 1/2 финала                                                                                          | «Динамо» | 0:0 | «Дзержинец»-СТЗ | Сталинград |
| «Дзержинец»-СТЗ: Усов, ... · Нереализованный пенальти: ? - «Динамо» (?', вратарь), ? - «Динамо» (?', вратарь). |          |     |                 |            |

| 1936 1/2 финала. Переигровка | «Динамо» | 1:4 | «Дзержинец»-СТЗ | Сталинград |

| 1936 Финал | «Дзержинец»-СТЗ | 4:1 | «Спартак» | Сталинград |

## Статистика

### Командная

#### Турнирная таблица. Группа «Г»
| М | Клуб                                      | И | В | Н | П | М     | ±М | О  |
| - | ----------------------------------------- | - | - | - | - | ----- | -- | -- |
| 1 | ХТЗ (Харьков)                             | 5 | 3 | 1 | 1 | 9−6   | +3 | 12 |
| 2 | «Сталь» Завод им. Ленина (Днепропетровск) | 5 | 2 | 1 | 2 | 13−10 | +3 | 10 |
| 3 | «Локомотив» (Киев)                        | 5 | 1 | 3 | 1 | 7−6   | +1 | 10 |
| 4 | «Динамо» (Горький)                        | 5 | 2 | 1 | 2 | 5−6   | −1 | 10 |
| 5 | «Дзержинец»-СТЗ (Сталинград)              | 5 | 2 | 1 | 2 | 5−9   | −4 | 10 |
| 6 | «Сталь» Завод им. Фрунзе (Константиновка) | 5 | 1 | 1 | 3 | 3−5   | −2 | 7  |

 Переход в группу «В».
 Исключение из чемпионата СССР.
Примечание: правила турнира предусматривали 3 очка за победу, 2 за ничью, 1 за поражение, 0 за неявку.

#### Общая статистика
| Сыграно матчей  | 15 (5 Чемпионат СССР, 4 Кубок СССР, 6 Кубок ВЦСПС)                                                                                         |
| Победы          | 9 (2 Чемпионат СССР, 3 Кубок СССР, 4 Кубок ВЦСПС)                                                                                          |
| Ничьи           | 2 (1 Чемпионат СССР, 1 Кубок ВЦСПС) |
| Поражения       | 4 (2 Чемпионат СССР, 1 Кубок СССР, 1 Кубок ВЦСПС)                                                                                          |
| Забито мячей    | 37 |
| Пропущено мячей | 23 |
| Разница мячей   | +14 |
| Предупреждения  | ? |
| Удаления        | ? |
| Лучший счёт     | 8:2 (Г) против «Метрострой» (Москва) — Кубок ВЦСПС                                                                                         |
| Худший счёт     | 0:3 (Г) против ХТЗ (Харьков) — Чемпионат СССР, 22 сентября 1936 0:3 (Д) против «Сталь» (Днепропетровск) — Чемпионат СССР, 30 сентября 1936 |
| «Сухие» матчи   | 2 (Кубок СССР) |

Примечание: в данной таблице не учитываются результаты товарищеских матчей.

#### Общая статистика по турнирам
| Турнир         | И  | В | Н | П | ЗМ | ПМ | ±М  | ЖК | КК | О              |
| -------------- | -- | - | - | - | -- | -- | --- | -- | -- | -------------- |
| Чемпионат СССР | 5  | 2 | 1 | 2 | 5  | 9  | −4  | ?  | ?  | 10/15 (66,7 %) |
| Кубок СССР     | 4  | 3 | 0 | 1 | 8  | 3  | +5  | ?  | ?  | 10/12 (83,3 %) |
| Кубок ВЦСПС    | 6  | 4 | 1 | 1 | 24 | 11 | +13 | ?  | ?  | 15/18 (83,3 %) |
| Всего          | 15 | 9 | 2 | 4 | 37 | 23 | +14 | ?  | ?  | 35/45 (77,8 %) |